# Ruperto de Salzburgo
Ruperto de Salzburgo foi bispo de Worms, primeiro bispo de Salzburgo, o primeiro abade da Abadia de São Pedro e é o patrono de Salzburgo. É reverenciado como o Apóstolo da Baviera e da Áustria.
Outras grafias de seu nome eram Ruprecht, Hrodperht, Hrodpreht, Roudbertus, Rudbertus, Robert e Ruprecht.

## Biografia
São Ruperto descendia da família dos condes rupertinos. Dessa família nasceu também São Ruperto de Bingen, cuja vida foi escrita por Santa Hildegarda. Os rupertinos eram parentes dos carolíngios e o centro de suas atividades era em Worms. São Ruperto recebeu sua formação de monges irlandeses.
Foi consagrado bispo de Worms. Embora Ruperto fosse conhecido como um bispo sábio e devoto, ele eventualmente encontrou rejeição da população majoritariamente pagã, que o espancou e o forçou a deixar a cidade. Após essa rejeição, Ruperto fez uma peregrinação a Roma. Dois anos após sua expulsão, por sua reputação, foi convidado pelo duque Teodão de Baviera para ensinar em suas terras.
No ano 700, viajou para a Baviera e foi recebido com honras em Ratisbona. Apoiado pelo duque Teodão, a quem converteu e batizou, fundou perto do lago Waller uma igreja dedicada a São Pedro (na atual Seekirchen am Wallersee). Pediu ao duque outro terreno perto do rio Salzach, próximo à antiga cidade romana de Juvavum, onde construiu um mosteiro e sua sé. Esse mosteiro, dedicado a São Pedro, é o mais antigo da Áustria e está ligado com o núcleo da cidade de Salzburgo.
Perto do mosteiro de São Pedro, em Nonnberg, iniciou um mosteiro feminino, confiado à direção da abadessa Erentrude, sobrinha do santo.
Com a ajuda dos padres missionários que trouxe consigo, São Ruperto viajou e pregou pela Baviera e em partes da atual Áustria, sendo por isso reconhecido como Apóstolo dessas terras. As viagens eram cheias de relatos de conversões e curas.
Serviu como bispo de Salzburgo e abade do monastério beneditino que estabeleceu lá até sua morte. Essa fusão dos dois papéis, também encontrado na Igreja Irlandesa após seu desenvolvimento do monasticismo, foi passado pelos sucessores de São Ruperto até o final do século X.
Morreu após rezar a missa no Domingo de Páscoa, no mosteiro de Juvavum. A data de sua morte varia entre 710 ou 718.

## Santo
São Ruperto, reconhecido como o fundador de Salzburgo, cujo significado é cidade do sal, aparece retratado com um saleiro na mão. Suas relíquias estão guardadas na catedral de Salzburgo, construída no século XVII. Ele é o padroeiro de seus habitantes e de suas minas de sal.

Sua influência alastrou-se tanto que é festejado não só nas regiões de língua alemã, como também na Irlanda, porque ali foi tomado como modelo pelos monges irlandeses.